# Abareia
Abareia là một chi bướm đêm đơn loài thuộc họ Pyralidae. Loài này được Paul E. S. Whalley mô tả năm 1970. Chi này chứa duy nhất một loài, Abareia amaurodes, được Alfred Jefferis Turner mô tả năm 1947, được tìm thấy ở Úc.